# Lilian May Davies
Lilian May Davies, princesa de Suècia (Swansea, País de Gal·les, 30 d'agost de 1915- Estocolm, 10 de març de 2013) fou princesa consort de Suècia.
Era filla de William i de Gladys Mary Davies. Durant la Segona Guerra Mundial es casà amb l'actor anglès, Ivan Craig.
Treballà de model a Londres en abandonar els estudis i el seu poble gal·lès amb catorze anys.
El 1943 va conèixer al príncep Bertil de Suècia, del qual es va enamorar, per aquella època treballava a una fàbrica de fabricació de transmissors i receptors de ràdio per l'armada britànica i a un hospital de soldats ferits. Malgrat que arribà a divorciar-se durant la dècada dels anys 40, mantingué una relació sentimental amb el príncep en contra dels desitjos de la familia Bernadotte, que s'oposaven, així com el rei de Suècia.
Malgrat l'oposició reial, Bertil de Suècia se'n va anar a viure a l'illa de Djurgården (Estocolm) on era la seva residència, Villa Solbacken amb Lilian Davies.
El 7 de desembre de 1976 es casà amb el príncep Bertil en l'església del Castell de Drottningholm amb l'aprovació del nou rei, Carles XVI Gustau de Suècia. Llavors es convertiria en princesa de Suècia i duquessa de Halland.
La princesa Lilian en quedar-se vídua de Bertil de Suècia, viurà uns anys a Villa Solbacken, però amb el pas dels anys, el rei l'oferí traslladar la seva residència al Palau Reial d'Estocolm, en trobar-se sola. Durant els anys de matrimoni, Lilian de Suècia ha realitzat moltes activitats de representació de la Família Reial i acompanyava el seu marit en diversos actes familiars i de representació. En quedar-se vídua, princesa Lilian ha acompanyat en moltes ocasions a la princesa hereva del país, Victòria de Suècia en molts events de representació. Ha estat la companya i mestra dels fills de l'actual rei.
Des de fa uns pocs anys, les representacions socials ha minvat considerablement.
Suècia té en molt bona consideració a la vídua de Bertil de Suècia i la tenen com un dels membres més estimats de la Família Reial Sueca.
En l'any 2000 va publicar un llibre sobre la biografia del seu espòs. L'agost de 2008, la princesa va caure i es va fer mal al maluc que fou operat. En febrer de 2009 va tornar a caure en el seu apartament del palau reial.
Lilian va morir a Estocolm el 10 de març de 2013 a 97 anys, setze anys després del seu marit. La Casa Reial no va donar-ne la causa de la mort, però feia uns quants anys que estava malament de salut.